# Oliveira Neto
Miguel Borges de Oliveira Neto, mais conhecido como Oliveira Neto, (Teresina, 10 de agosto de 1994) é um político brasileiro, atualmente deputado estadual pelo Piauí.

## Dados biográficos
Filho de Miguel Borges de Oliveira Júnior e Maria da Penha Rebelo Costa. Eleito deputado estadual pelo Cidadania em 2018, aderiu ao quarto governo Wellington Dias e posteriormente ingressou no PT. Ao buscar um novo mandato em 2022, figurou como segundo suplente, assumindo uma cadeira na Assembleia Legislativa do Piauí quando o governador Rafael Fonteles nomeou Firmino Paulo como secretário de Irrigação.
Em 2024, perdeu a eleição para prefeito de Miguel Alves, cidade onde seu pai venceu as eleições para o mesmo cargo em 2016.